# Lerista picturata
Espèce
Synonymes
- Lygosoma picturatum Fry, 1914

Lerista picturata est une espèce de sauriens de la famille des Scincidae.

## Répartition
Cette espèce est endémique d'Australie-Occidentale en Australie.

## Publication originale
- Fry, 1914 : On a collection of reptiles and batrachians from Western Australia. Records of Western Australian Museum, vol. 1, p. 174-210.